# Museu do Alvarinho
O Museu do Alvarinho localiza-se na   na Casa do Curro, Monção, no distrito de Viana do Castelo, em Portugal. Trata-se de um museu temático, dedicado ao vinho da casta Alvarinho.
O museu abriu portas no dia 28 de fevereiro de 2015.
Distribuído por diferentes áreas o museu proporciona aos visitantes uma viagem pelo mundo do vinho Alvarinho, disponibilizando informação interativa sobre a origem, evolução e empresas dedicadas à sua produção.